# جو كاسيدي (لاعب كرة قدم)
جو كاسيدي (بالإنجليزية: Joe Cassidy)‏ هو لاعب كرة قدم بريطاني (وحمل سابقاً جنسية المملكة المتحدة لبريطانيا العظمى وأيرلندا) في مركز الهجوم، ولد في 30 يوليو 1872 في أناركشاير في المملكة المتحدة. لعب مع مانشستر سيتي ومانشستر يونايتد ونادي سلتيك ونادي ماذرويل ونادي ميدلزبره ونادي ووركينغتون.